# Arie Vermeulen
Adrianus (Arie) Vermeulen (Boskoop, 10 februari 1906 – Reeuwijk, 16 maart 2013) was vanaf 6 januari 2013 de oudste levende man van Nederland, na het overlijden van Gerard Helders. Hij heeft deze titel 69 dagen gedragen.
Vermeulen overleed op de leeftijd van 107 jaar en 34 dagen in een zorgcentrum in Reeuwijk. Zijn opvolger was Tjeerd Epema.